# باغ آهنی
باغ آهنی (عنبرآباد)، روستایی از توابع بخش جبالبارز جنوبی شهرستان عنبرآباد در استان کرمان ایران است.
این روستا در جنوب رودخانه‌ی رودفرق واقع شده است.
از جمله طوایف ساکن این روستا می‌توان به سادات موسوی مرتضوی، طایفه‌ی جعفری‌نژاد، ناصری و میرشکاری اشاره کرد.

## جمعیت
این روستا در دهستان گرمسار قرار دارد و براساس سرشماری مرکز آمار ایران در سال ۱۳۸۵، جمعیت آن ۲۷۱ نفر (۶۲خانوار) بوده‌است.